# 東一宮村
東一宮村（ひがしいちのみやそん）は、岡山県苫田郡にあった村。
現在の津山市東一宮、山方に当たる。
一宮村を経て、津山市への編入に伴い、東一宮山方が山方に変更となった。

## 沿革
- 1889年6月1日 - 町村制施行に伴い、東南条郡東一宮村、東一宮山方村が合併して東一宮村となる。大字東一宮に役場を置く。
- 1900年4月1日 - 東南条郡が東北条郡、西西条郡、西北条郡と合併し、苫田郡となる。
- 1951年4月1日 - 苫田郡一宮村と合併し、新たに一宮村となる。

## 地名の読み方
- 東一宮（ひがしいちのみや）
- 東一宮山方（ひがしいちのみややまがた）
- 山方（やまがた）

## 現在の様子

### 郵便番号
- 708-0813 津山市山方
- 708-0814 津山市東一宮

708-081Xの残りの番号は一宮村を参照。

### 教育

#### 保育園
- 津山市立一宮保育所

#### 小学校
- 津山市立一宮小学校

### 交通

#### 鉄道
旧村内を走る鉄道及びその駅なし

#### 道路

##### 高速道路
旧村内を走る高速道路なし

##### 国道
旧村内を走る国道なし

##### 県道
- 主要地方道
  - 岡山県道68号津山加茂線
- 一般県道
  - 岡山県道343号藤屋津山線

### 河川・山岳

#### 河川
- 宮川
- 横野川